# Richard-Lenoir (métro de Paris)
Richard-Lenoir est une station de la ligne 5 du métro de Paris, située dans le 11e arrondissement de Paris.

## Situation
La station est établie sous le boulevard Richard-Lenoir, le long du canal Saint-Martin (en tunnel sur cette section), au niveau de l'allée Verte et de la rue Pelée, dans le quartier Saint-Ambroise. Orientée approximativement selon un axe nord-sud, elle s'intercale entre les stations Oberkampf et Bréguet - Sabin, tout en étant géographiquement proche de la station Saint-Ambroise, située sur la ligne 9.

## Histoire
La station est ouverte le 17 décembre 1906 avec la mise en service du deuxième prolongement de la ligne 5, depuis Place Mazas jusqu'à Lancry (ces deux noms correspondant respectivement aux actuelles stations Quai de la Rapée et Jacques Bonsergent).
Elle doit sa dénomination à son implantation sous le boulevard Richard-Lenoir, lequel rend hommage au manufacturier français François Richard (1765-1839) qui était l’associé de Joseph Lenoir-Dufresne (1768-1806). À la mort de ce dernier, il adopta partiellement son nom en souvenir de la firme qu’ils avaient fondée conjointement et s’appela dorénavant « François Richard-Lenoir ».
Comme un tiers des stations du réseau entre 1974 et 1984, les quais sont modernisés par l'adoption du style déroratif « Andreu-Motte », de couleur verte avec le remplacement des faïences biseautées d'origine par du carrelage blanc plat en l'occurrence. Dans le cadre du programme « Renouveau du métro » de la RATP, les couloirs de la station sont rénovés à leur tour le 13 novembre 2007, tandis que la sortie secondaire, jusqu'alors fermée au public, est réhabilitée à cette occasion.

### Fréquentation
Selon les estimations de la RATP, la station a vu entrer 2 422 197 voyageurs en 2019, ce qui la place à la 214e position des stations de métro pour sa fréquentation sur 302,. En 2020, avec la crise du Covid-19, son trafic annuel tombe à 1 148 587 voyageurs, la reléguant au 227e rang, avant de remonter progressivement en 2021 avec 1 544 636 entrants comptabilisés, ce qui la rétrograde cependant à la 228e position des stations du réseau pour sa fréquentation cette année-là.

## Services aux voyageurs

### Accès
La station dispose de deux accès constitués d'escaliers fixes, débouchant sur le côté ouest du terre-plein central du boulevard Richard-Lenoir :
- l'accès no 1 « Boulevard Voltaire », se trouvant face au débouché de la rue Pelée, au droit des nos 53 et 55 du boulevard Richard-Lenoir ;
- l'accès no 2 « Rue du Chemin-Vert » se situant face au no 65 du boulevard précité, à proximité de la rue Gaby-Sylvia ; cet accès secondaire a été rouvert au public à l'occasion de la réfection des couloirs de la station, achevée fin 2007.

L'accès principal est orné d'un édicule Guimard, lequel fait l'objet d'une inscription au titre des monuments historiques par l'arrêté du 29 mai 1978, protection renouvelée 12 février 2016. L'entrée secondaire est quant à elle agrémentée d'une simple balustrade en fer forgé de style Dervaux.

Accès à la station
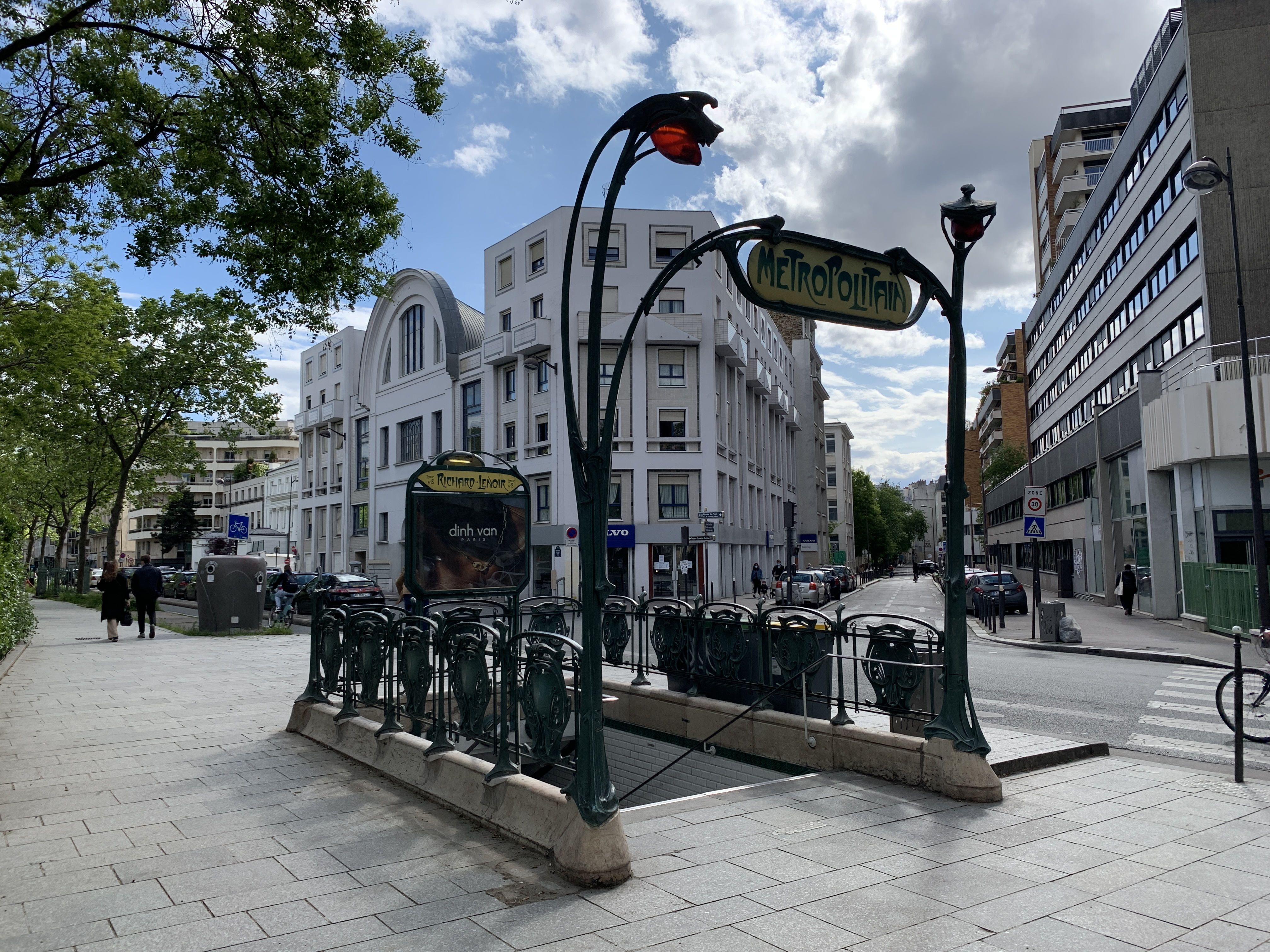
L'accès no 1, « Boulevard Voltaire ».
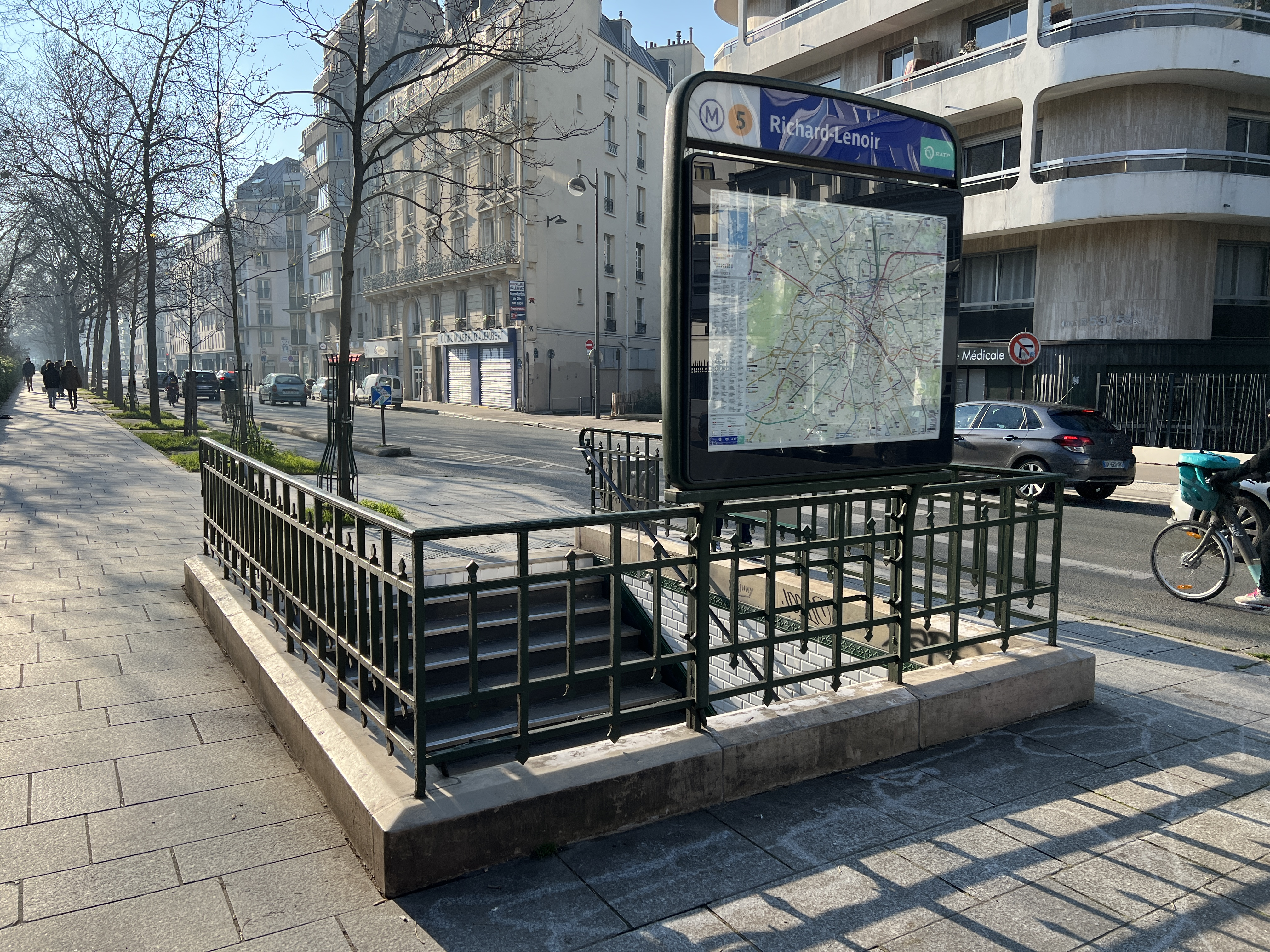
L'accès no 2, « Rue du Chemin-Vert ».

Seule l'entrée no 1 est directement reliée à la salle de distribution des titres de transport, d'une superficie particulièrement modeste. L'ensemble des espaces sont agencés selon une disposition totalement identique à celle de la station voisine Bréguet - Sabin, également située sur la ligne 5.

### Quais
Richard-Lenoir est une station de configuration standard pour le métro de Paris : elle possède deux quais, d'une longueur conventionnelle de 75 mètres, séparés par les voies du métro situées au centre. De par sa construction à fleur de sol, le plafond est constitué d'un tablier métallique, dont les poutres, peintes en argenté, sont supportées par des piédroits verticaux et reliées entre elles par des cornières, lesquelles portent des voûtains en briques peints en blanc. La décoration est de style « Andreu-Motte » avec deux rampes lumineuses vertes ainsi que des sièges « Motte » de même couleur. Ces aménagements sont mariés avec des carreaux en céramique blancs plats, posés verticalement et alignés en colonnes sur les piédroits et les tympans. Les cadres publicitaires sont métalliques et le nom de la station est inscrit en police de caractères Parisine sur des plaques émaillées.
La décoration est ainsi très proche celle de la station suivante de la ligne 5, Bréguet - Sabin, également construite avec une couverture métallique et réaménagée dans le style « Andreu-Motte », seule la teinte des sièges et des bandeaux d'éclairage différenciant les deux stations.

Quais de la station
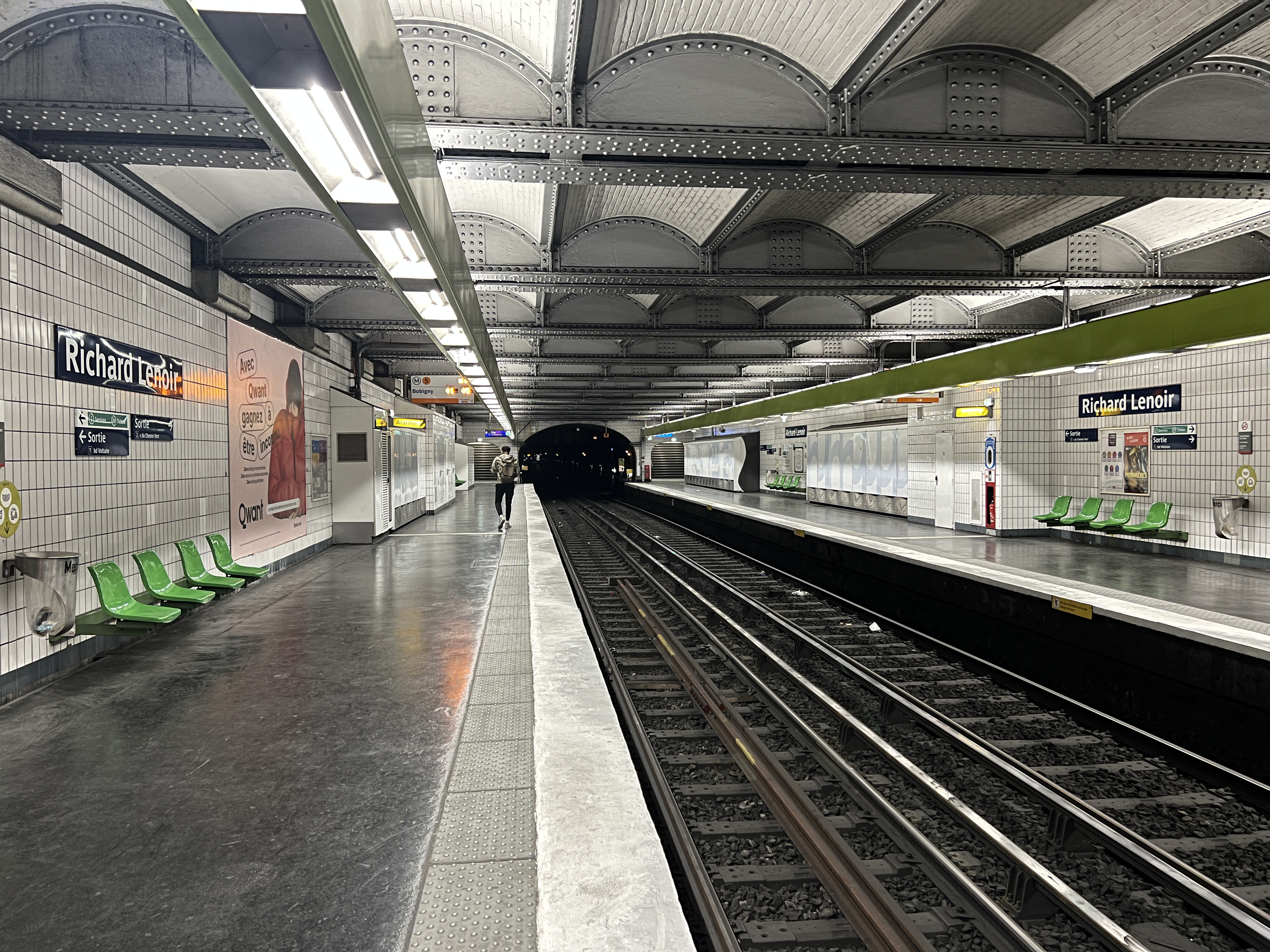
Vue d'ensemble des quais en direction de Place d'Italie.
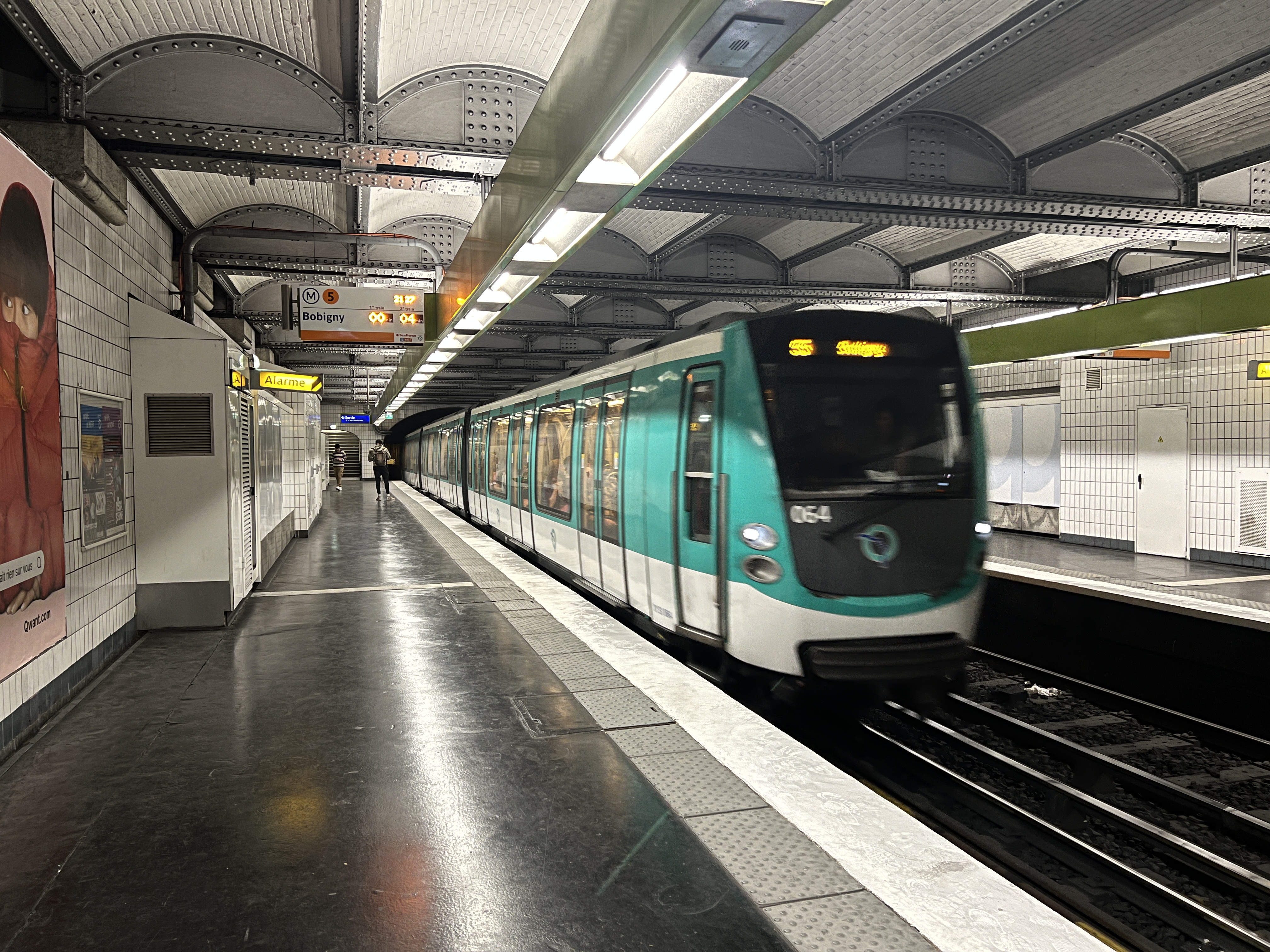
Entrée d'une rame MF 01 pour Bobigny - Pablo Picasso.
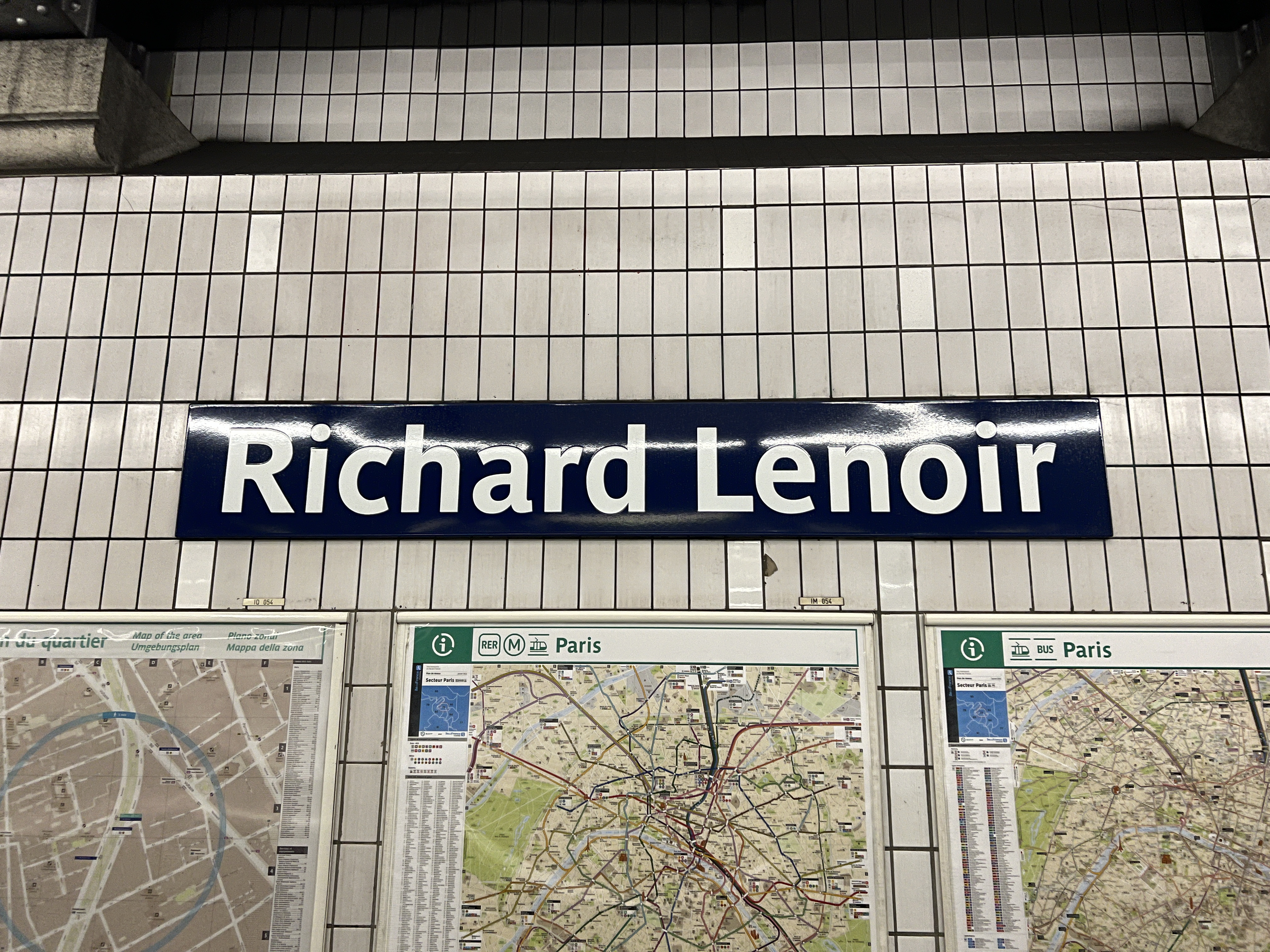
Plaque émaillée indiquant le nom de la station.

### Intermodalité
La station ne dispose pas de correspondance directe avec le réseau de bus RATP : l'arrêt de bus homonyme, desservi par la ligne 69 du réseau de bus RATP, est en réalité plus proche de la station voisine de la ligne 5, Bréguet - Sabin.

## À proximité
- Canal Saint-Martin (en tunnel sur cette section)
- Square Richard-Lenoir
- Jardin Truillot
- Comédie Bastille
- Ancien siège de Charlie Hebdo, où fut perpétrée l'attaque terroriste du 7 janvier 2015
- École nationale supérieure de création industrielle
- Jardin Louise-Talbot-et-Augustin-Avrial